# Vasa övningsskola
Vasa övningsskola, i dagligt tal Övis, är en skola i centrum av Vasa i Finland, grundad 1974. Skolan, som sedan 1981 upprätthålls av Åbo Akademi, omfattar svenskspråkig förskola, grundskola och gymnasium. Inom grundskolan erbjuds också undervisning på engelska enligt metoden Content and Language Integrated Learning. På gymnasienivå finns möjlighet till fördjupning inom bildkonst eller musik. Vid gymnasiet finns också en IB-sektion.
Åbo Akademis pedagogiska fakultet ansvarar för lärarutbildningen på svenska i Finland. Övningsskolan betjänar den finlandssvenska lärarutbildningen, så att lärarstuderande genomför praktikperioder vid skolan och handleds av skolans lärare. Över 400 lärarstuderande utför årligen sin handledda praktik i Vasa övningsskola.

## Historia
Skolans föregångare var Vasa trivialskola (Wasa Trivialskola), som grundades i Gamla Vasa 1684, även om undervisning – först endast i religion, latin och grekiska – startade redan 1611. På den tiden delades eleverna in i klasser enligt kunskaper, inte efter ålder. Skoldagarna i trivialskolan var långa, från 5 på morgonen till 17 på eftermiddagen.
Skolsystemet reformerades på 1840-talet och trivialskolorna blev elementarskolor med en lägre och en högre avdelning. Wasa högre elementarskola grundades år 1941 och flyttade in i trivialskolans gamla utrymmen. I förordningen bestämdes också att nya gymnasier skulle grundas i landet och Wasa Gymnasium grundades år 1844. Vid Vasa brand 1852 blev både Wasa gymnasium och Wasa högre elementarskola hemlösa. Gymnasiet placerades för en tid i Jakobstad och elementarskolan i Nykarleby.
På 1860-talet förändrades det finländska skolsystemet igen. Skolan skildes från kyrkan, en överstyrelse för skolväsendet i Finland grundades och skolväsendet omstrukturerades. I Vasa medförde det att gymnasiet och elementarskolan successivt slogs samman. På hösten 1872 inledde Elementarläroverket i Vasa sitt skolår som ett läroverk med sju klasser.
Bara några år senare, år 1874, beslöt senaten att ombilda läroverket till ett svenskspråkigt lyceum med sju klasser. Skolan fick namnet Vasa lyceum. Gymnasiets lektorer flyttades till lyceet och gymnasiets förra rektor dr Oskar Rancken blev lyceets första rektor. Vasa lyceum inledde verksamheten i den byggnad bredvid Trefaldighetskyrkan där Vasa övningsskolas gymnasium nu verkar.
År 1883 delades lyceet upp i ett klassiskt lyceum där eleverna studerade latin, grekiska och andra språk och ett reallyceum där fokus låg på fysik och kemi. Under förtrycksperioden blev studier i ryska obligatorisk för reallyceisterna, men det klassiska lyceet undvek ryskan fram till 1900-talet genom att lyfta fram vikten av att studera latin.  
År 1941 delades lyceet upp i tre linjer, mellanskolan, språklinjen och matematiska linjen. Engelskan, som introducerades i det finländska skolsystemet efter självständigheten år 1917, blev det första främmande språket 1945.
1974 grundades skolan som Vasa övningsskola. Sju år senare blev Åbo Akademi huvudman för utbildningsinstitutionen. Tidigare fanns de lägre klasserna och årskurs 7 till 9 på olika adresser, men år 2005 flyttade de till samma byggnad vid Kyrkoesplanaden och Gun Jakobsson blev ledande rektor för övningsskolan.  Då Jakobsson gick i pension år 2017 tog Bernt Klockars över.
År 2009 bytte skolan det egna skolköket mot Fazer Amica, som nu driver en lunchrestaurang och en kafeteria i matutrymmena.

## Rektorer (i urval)
- Gabriel Peldan 1725–1735 (Vasa trivialskola)
- Lars Stenbäck 1846–1855 (Wasa högre elementarskola)
- Oskar Rancken 1874–1876 (Vasa lyceum)
- Ludvig Leonard Laurén 1876–1884 (Vasa lyceum)
- Vilhelm Rosenqvist 1895–1898 (Vasa lyceum)
- Ragnar Krook 1936–1966 (Vasa lyceum)
- Gun Jakobsson 2005–2017
- Bernt Klockars sedan 2017